# 아나톨리 트루빈
아나톨리 볼로디미로비치 트루빈(우크라이나어: Анато́лій Володи́мирович Тру́бін, 2001년 8월 1일 ~ )은 우크라이나의 프로 축구 선수로, 프리메이라리가 클럽 벤피카와 우크라이나 국가대표팀에서 골키퍼로 활약하고 있다.
샤흐타르 도네츠크의 유소년 아카데미를 거쳐 5년 후 1군으로 승격되었다. 그는 17세의 나이로 2020년에 선발 라인업에 진입하여 2023년에 벤피카로 이적하기 전에 샤흐타르가 우크라이나 프리미어리그 3회 우승과 우크라이나 컵 1회 우승을 도왔다.
다양한 청소년 수준에서 우크라이나를 대표한 트루빈은 2021년 3월에 처음으로 완전한 국가대표팀에 차출되었고, UEFA 유로 2020에서 활약했다.

## 구단 경력

### 샤흐타르 도네츠크
도네츠크에서 태어난 트루빈은 아조브스탈-2 마리우폴에서 유소년 생활을 시작했고, 2014년 샤흐타르 도네츠크 아카데미에 합류했다. 2019년 2월, 그는 1군에서 훈련을 시작했고, 아인트라흐트 프랑크푸르트와의 UEFA 유로파리그 경기에서 샤흐타르 주전 선수단에 포함되었다. 그는 5월 26일 마리우폴과의 리그 경기에서 4-0 승리를 거두며 프로 데뷔 전을 치렀다.
트루빈은 2020-21 시즌에 데뷔 전을 치렀고, 주전 11경기에 안드리 퍄토우를 대신하여 30경기에 출전하여 3-2로 이긴 레알 마드리드와의 원정 경기에서 챔피언스리그 데뷔 전을 치렀고, 인터 밀란을 상대로 2번의 클린시트를 기록하며 샤흐타르의 팬들로부터 시즌 최우수 선수로 인정받았다.
2023년 2월 23일, UEFA 유로파리그 결선 토너먼트 2차전에서 샤흐타르가 렌과 합계 3-3으로 비긴 후, 트루빈은 승부차기에서 3세이브를 기록하여 팀의 16강 진출을 도왔다. 그는 리그 28경기에 출전하여 14장의 깨끗한 시트를 유지하며 샤흐타르가 리그 우승을 차지했다.
계약 기간이 1년 남은 2023년 7월, 샤흐타르는 인터 밀란과 최근 인터를 떠난 앙드레 오나나를 대체할 트루빈의 이적 가능성에 대해 협상했다. 그러나, 인터가 샤흐타르의 요구 가격을 충족시키지 못한 후, 두 클럽 간의 협상은 결렬되었다. 한편, 트루빈은 공개적으로 클럽을 떠날 것을 요청했다. 얼마 후, 벤피카는 두 클럽이 협상을 시작하면서 트루빈의 서비스를 얻는 것에 관심을 표명했다.

### 벤피카
2023년 8월 10일, 트루빈은 2028년까지 계약을 체결하며 프리메이라리가의 벤피카에 입단했고, 목표에 따라 1,000만 유로에 100만 유로를 더한 금액으로 샤흐타르 도네츠크도 향후 매각 이익의 40%를 받을 수 있다.
그 후, 시즌 첫 경기에서, 트루빈은 오디세아스 블라호디모스의 뒤를 이어 사무엘 소아레스의 백업으로 남았고, 결국 9월 16일에 데뷔 전을 치렀고, 2-1로 이긴 비젤라와의 프리메이라리가 원정 경기에서 선발로 출전했다. 경기 후, 그의 감독 로거 슈미트는 "그는 소아레스에게 몇 경기를 주었고, 트루빈은 팀에 적응하고 자신감을 얻었다.

## 국가대표팀 경력
트루빈은 우크라이나 U-16, U-17, U-18, U-19 및 U-21 국가대표팀으로 총 31경기에 출전했다. 그는 2021년 3월 5일, 프랑스, 핀란드 및 카자흐스탄과의 2022년 FIFA 월드컵 예선 전을 위해 안드리 셰우첸코에 의해 국가대표팀에 소집되었다.
그는 3월 31일, 카자흐스탄과의 월드컵 예선 전에서 우크라이나 국가대표팀으로 성인 무대에 데뷔했다. 트루빈은 UEFA 유로 2020 선수단에 포함되었다. 최고의 3위 팀 중 하나로 마무리한 후, 우크라이나는 결국 7월 3일, 로마의 스타디오 올림피코에서 4-0으로 패한 후, 잉글랜드에 의해 8강전에서 탈락했다.

## 수상

#### 샤흐타르 도네츠크
- 프리미어리그 : 2018–19, 2019–20, 2022–23
- 우크라이나 컵 : 2018-19

#### 벤피카
- 타사 다 리가 : 2024-25
- 수페르타사 칸디두 데 올리베이라 : 2025

### 개인
- 우크라이나 프리미어리그 올해의 골키퍼 : 2021–22, 2022–23
- UEFA 챔피언스리그 Breakthrough XI: 2020
- 샤흐타르 올해의 선수 : 2020